# Ibacus ciliatus
Ibacus ciliatus är en kräftdjursart som först beskrevs av Von Siebold 1824.  Ibacus ciliatus ingår i släktet Ibacus och familjen Scyllaridae. IUCN kategoriserar arten globalt som otillräckligt studerad. Inga underarter finns listade i Catalogue of Life.